# Balthasar Hubmaier
 Der er for få eller ingen kildehenvisninger i denne artikel, hvilket er et problem. Du kan hjælpe ved at angive troværdige kilder til de påstande, som fremføres i artiklen.

Balthasar Hubmaier (1480 – 10. marts 1528) var en indflydelsesrig tysk/mährisk anabaptistleder. Han var en af de mest kendte og respekterede anabaptistiske teologer under Reformationen.

## Tidlig liv og uddannelse
Hubmaier blev født i Friedberg (Bayern) lidt øst for Augsburg omkring 1480. I 1524 giftede han sig med Elizabeth Hügline.
Han gik i latinskole i Augsburg og kom på universitetet i Freiburg i 1503. Han var af økonomiske grunde nødt til at forlade universitetet, og han underviste en tid i Schaffhausen. Han vendte tilbage til Freiburg i 1507 og blev færdiguddannet i 1511. I 1512 tog han en doktorgrad ved universitetet i Ingolstadt og blev universitetets vicerektor i 1515. Han forlod universitetet i Ingolstadt og blev præst i den katolske kirke i Regensburg i 1516. I 1521 tog han til Waldshut.

## Reformator og døber
I 1522 mødte han Heinrich Glarean (Conrad Grebels lærer) og Erasmus i Basel. I 1523 mødte Hubmaier Ulrich Zwingli i Zürich og deltog i oktober samme år i en disputs, hvor han forfægtede lydighed over for Biblen. Det var tydeligt, at Hubmaier ville afskaffe barnedåben, som han ikke kunne finde belæg for i Biblen.
Døberen Wilhelm Reublin kom til Waldshut i 1525 efter at være blevet fordrevet fra Zürich. Reublin døbte i april Hubmaier og tres andre. I de følgende dage lod flertallet af Waldshuts indbyggere sig døbe. Waldshut blev med andre ord den første og eneste døber-folkekirke. Denne folkekirkes levetid blev kort. Den blomstrede beskyttet af "Bondekrigen" i dens sejrende fase. Da fyrsterne i forsommeren 1525 igen fik overtaget, betød det også, at de habsburgske myndigheder langsomt men sikkert kunne tage kvælertag på døber-folkekirken i Waldshut.
I december 1525 flygtede Hubmaier til Zürich for at undgå at blive tilfangetaget, dømt og brændt som kætter af de østrigske/habsburgske myndigheder, som nu havde genvundet kontrollen over Waldshut. I stedet for at finde et fristed blev han fængslet på foranledning af Zwingli. Mens han sad i fængsel bad Hubmaier om en disputs om dåben. Disputsen viste sig at blive usædvanlig. Hubmaier citerede Zwingli for at have sagt, at børn ikke skulle døbes, førend de var blevet instrueret. Zwingli svarede, at han var blevet misforstået. Den forvirrede Hubmaier gik med til afsværge sin tro, men fortrød dagen efter. Tilbage i fængslet og efter at være blevet tortureret afsværgede han dog sin tro alligevel og fik lov til at forlade Schweiz og rejse til Nikolsburg i Mähren.

## Fængsel og død
I 1527 vendte han tilbage til Waldshut, hvor han og hans kone blev arresteret af de østrigske myndigheder og ført til Wien. Han sad i fængsel indtil marts 1528. Han blev tortureret og dømt for kætteri. Den 10 marts 1528 blev han brændt på bålet, og tre dage efter blev hans kone druknet med en sten om halsen i Donau.